# Бассейны тропических циклонов
| Бассейны тропических циклонов       | |
| Бассейн                             | Ответственные организации |
| Североатлантический                 | Национальный ураганный центр (США) |
| Северо-восточный тихоокеанский      | Национальный ураганный центр (США) Центральнотихоокеанский ураганный центр (США)                                                                          |
| Северо-западный тихоокеанский       | Японское метеорологическое агентство |
| Северо- индийскоокеанский           | Индийский метеорологический департамент |
| Юго-западный индийскоокеанский      | Метео-Франс |
| Юго- тихоокеанский                  | Метеорологическая служба Фиджи Метеорологическая служба Новой Зеландии† Национальная погодная служба Папуа — Новой Гвинеи† Бюро метеорологии† (Австралия) |
| Юго-восточный индийскоокеанский     | Бюро метеорологии† (Австралия) Индонезийское метеорологическое агентство                                                                                  |
| †: Центры предупреждения о тайфунах | |

Типичные районы существования тропических циклонов включают семь непрерывных зон, которые имеют название бассейнов. Эти бассейны включают северную часть Атлантического океана, северо-восточную, северо-западную и южную части Тихого океана, северную, северо-восточную и юго-западную части Индийского океана. Самым активным из этих бассейнов по числу и силе тропических циклонов является северо-западный тихоокеанский, а наименее активным — северный индийскоокеанский. В среднем в мире за год возникает 86 тропических циклонов силы тропического шторма, из которых 47 достигают силы урагана / тайфуна, а 20 — силы, эквивалентной 3 категории по шкале Саффира — Симпсона.

## Северо-западный район Тихого океана

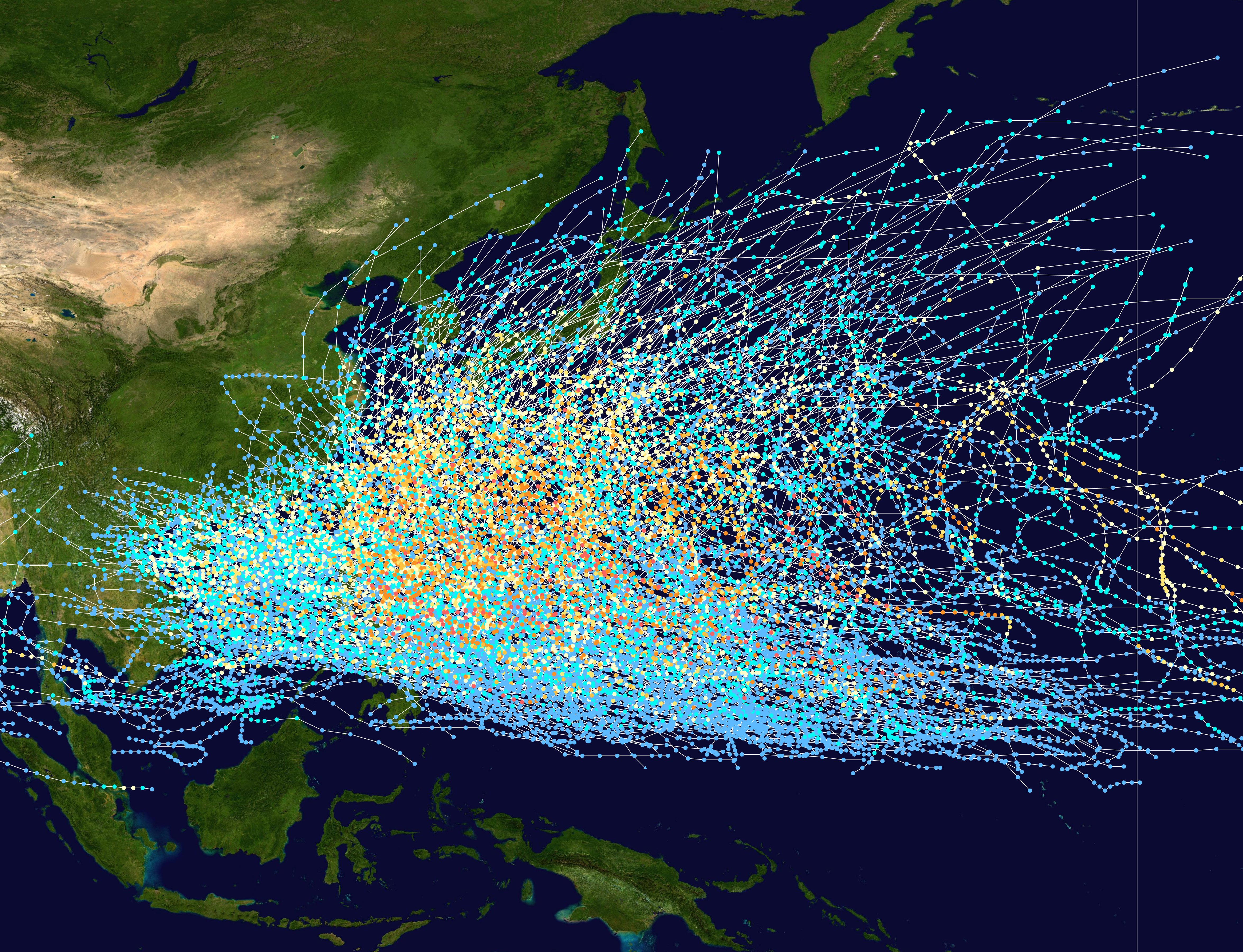
Пути всех тропических циклонов бассейна за период с 1980 по 2005 годы. Вертикальная линия — 180-й меридиан.

Северо-западный тихоокеанский бассейн является самым активным на планете. В среднем здесь ежегодно возникает 25,7 тропических циклонов силы тропического шторма или сильнее (примерно треть из всех), среди них в период 1968—1989 в среднем 16 достигали силы тайфуна. Этот бассейн занимает обширную территорию к северу от экватора и к западу от 180-го меридиана, включая Южно-Китайское море. Этот бассейн активен в течение всего года, хотя число тропических циклонов, которые возникают в период с февраля по март, минимально.
Тропические циклоны этого бассейна часто поражают КНР, Японию, Южную Корею, Филиппины и Тайвань, в меньшей степени Вьетнам, Индонезию и многочисленные острова Океании, причем по количеству циклонов, которые выходят на сушу, первое в мире место занимает континентальное побережье КНР. Также большое количество циклонов поражает Филиппины, где на сушу ежегодно выходит 6-7 тропических циклонов.

## Северо-центральный и южный районы Тихого океана

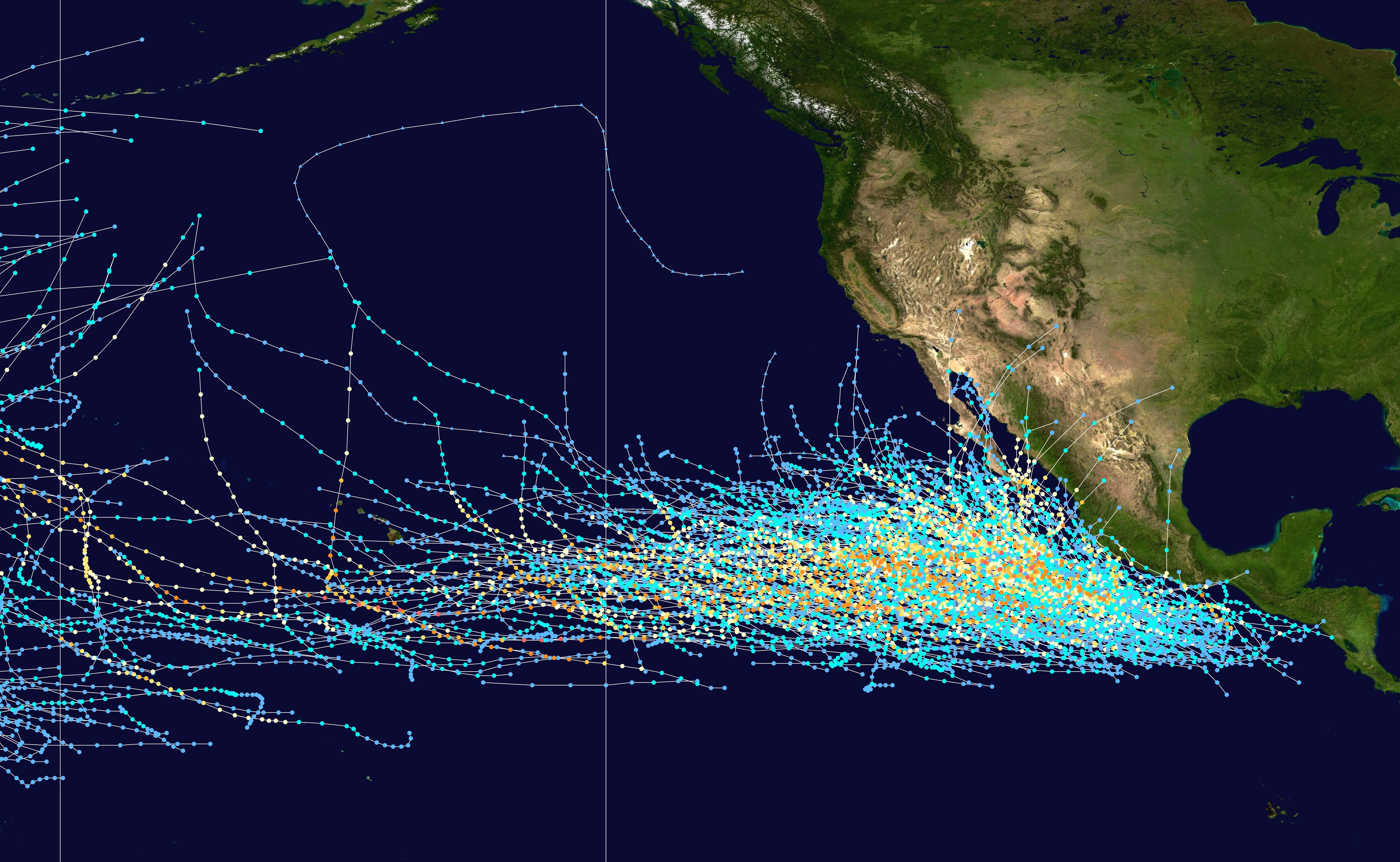
Пути всех тропических циклонов бассейна за период 1980—2005 годов. Вертикальная линия разделяет зоны ответственности Центральнотихоокеанского и Национального ураганных центров.

Северо-восточный тихоокеанский бассейн разделяется на две части, входящие в зону ответственности различных организаций.
Северо-центральный Тихоокеанский суббасейн располагается между 140 ° и 180 ° западной долготы к северу от экватора. Сезон ураганов здесь длится с 1 июня по 30 ноября. За предупреждение о циклонах в этом суббасейне ответствен Центральнотихоокеанский ураганный центр, ранее эту функцию выполнял Объединенный центр предупреждения об ураганах, сейчас известный как Объединенный американский военно-морской центр по предупреждению тайфунов. В этом районе ежегодно возникает или попадает в район среднем 4-5 тропических циклонов. Поскольку здесь нет больших участков суши, циклоны редко выходят на сушу, но это все же иногда случается, как в случае с ураганом Иники, который в 1992 вышел на Гавайские острова и ураганом Айоки, что в 2006 году вышел на атолл Джонстон.
Северо-восточный Тихоокеанский суббасейн является вторым по активности районом и характеризуется наибольшим количеством тропических циклонов на единицу площади. Сезон ураганов здесь длится с 15 мая по 30 ноября. В период 1971—2005 годов здесь ежегодно возникало 15-16 тропических штормов, из них 9 ураганов и 4-5 сильных ураганов (с 3 категории по шкале Саффира — Симпсона). Тропические циклоны этого района поражают западное побережье Мексики и, реже, Калифорнию или северную часть Центральной Америки. Хотя ни один ураган за современный период не вышел на сушу в Калифорнии, это, возможно, произошло с ураганом 1858 года в Сан-Диего; тем не менее, несколько ураганов 20-го века принесли в этот район ветры минимум 8 баллов по шкале Бофорта.

## Север Атлантического океана

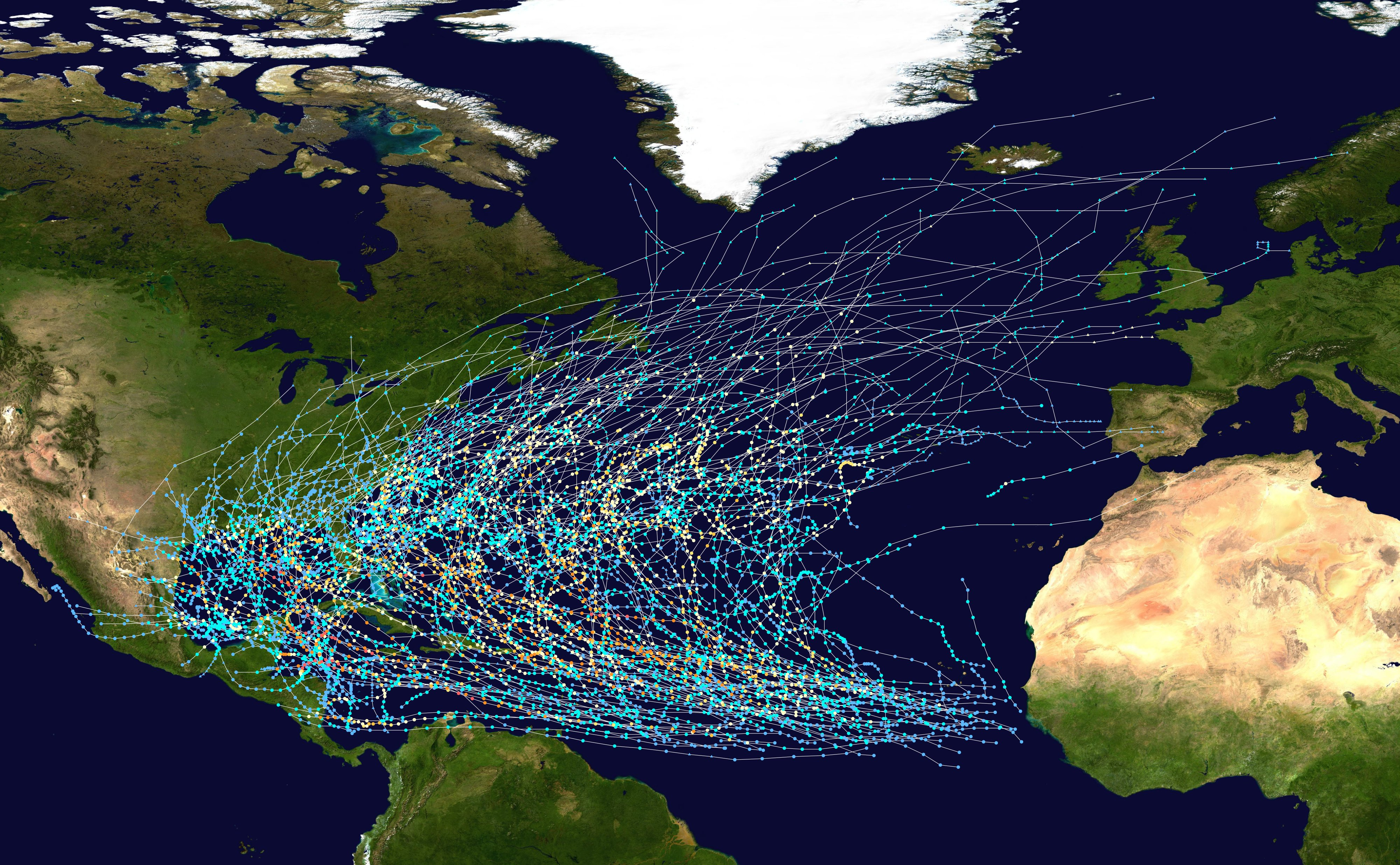
Пути всех тропических циклонов бассейна за период 1980—2005 годов

Этот бассейн включает северную часть Атлантического океана, Карибское море и Мексиканский залив. За наблюдение за этим бассейном отвечает Национальный ураганный центр в Майами, который имеет статус одного из региональных специализированных метеорологических центров. Количество тропических циклонов здесь несколько варьирует год от года, обычно в пределах от 1 до 25 тропических штормов за год. В среднем собственное имя получает 11 тропических циклонов за год, из которых 6 достигают ураганной силы, а 2 имеют уровень сильного урагана. Большинство из этих циклонов формируется в период с 1 июня по 30 ноября.
Тропические циклоны этого района поражают атлантическое побережье США, Мексики, Центральной Америки, Вест-Индию и Бермудские острова, иногда Венесуэлу и острова Макаронезии. Многие из сильнейших атлантических ураганов являются ураганами кабо-вердианского типа, которые формируются у западного побережья Африки и островов Кабо-Верде. Иногда тропические циклоны, которые превращаются во внетропические, достигают берегов Европы, например, таким был ураган Гордон, достигший Испании и Британских островов в сентябре 2006 года. Ураган Винс, который вышел на сушу на юго-западе Испании в октябре 2005 года с силой тропической депрессии, является единственным тропическим циклоном за современный период, который достиг Европы все ещё в виде тропического циклона.

## Север Индийского океана

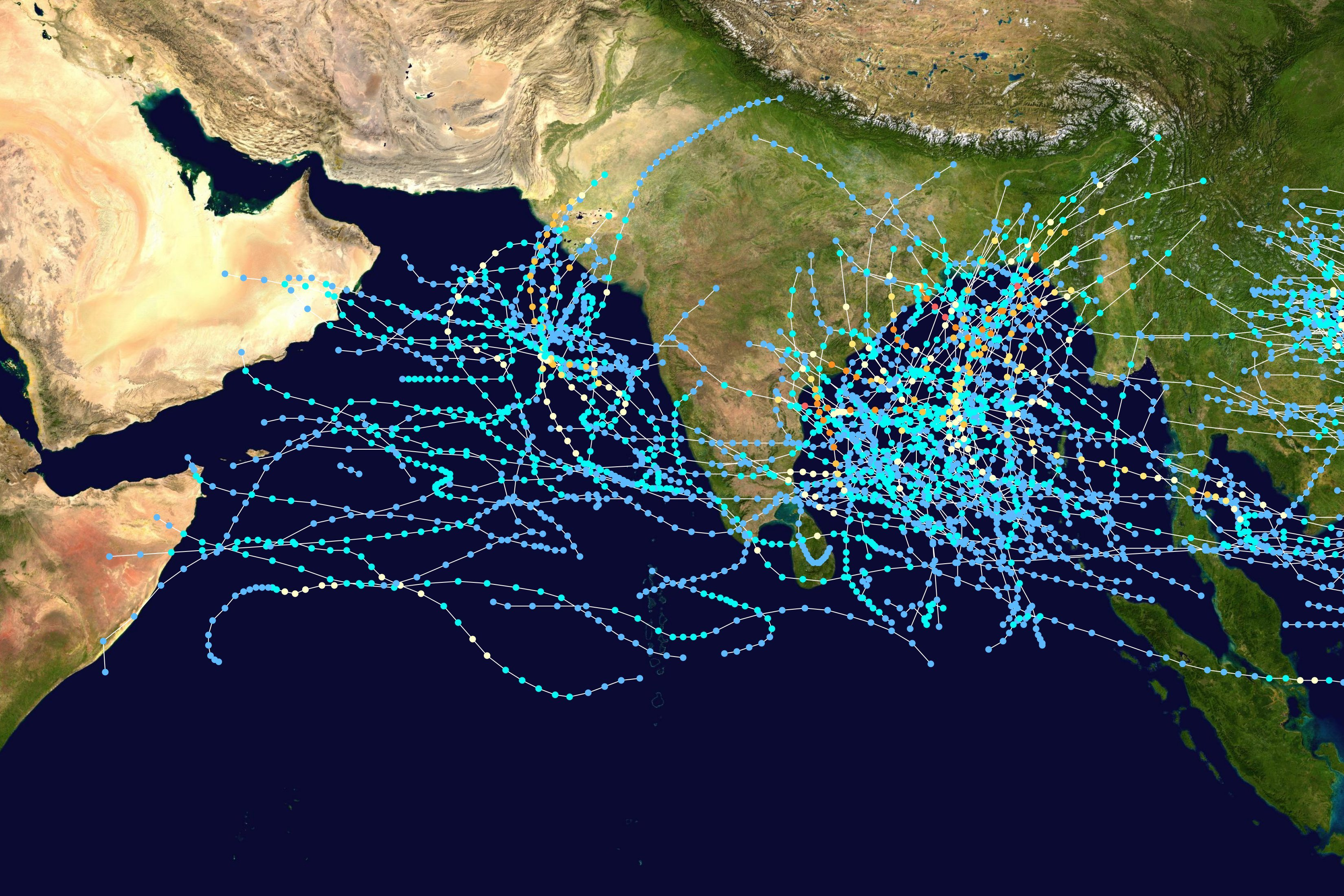
Пути всех тропических циклонов бассейна за период 1980—2005 годов

Этот бассейн разделен на две половины Индией и включает Бенгальский залив и Аравийское море, из которых Бенгальский залив доминирует по активности (в 5-6 раз). В целом этот бассейн наименее активный в мире, ежегодно здесь формируется лишь 4-6 тропических циклонов. Сезон тропических циклонов здесь имеет два пика: в апреле-мае, до муссонов, и в октябре-ноябре, сразу после муссонов. Хотя число тропических циклонов здесь относительно небольшое, именно здесь сформировались рекордные по количеству жертв циклоны, в частности Циклон Бхола 1970 года, который привел к гибели 500 тыс. человек. Тропические циклоны этого бассейна поражают Индию, Бангладеш, Шри-Ланку, Таиланд, Мьянму и Пакистан. Очень редко тропические циклоны достигают Аравийского полуострова или Сомали, однако циклон Гону 2007 года был одним из таких циклонов, он совершил значительные разрушения в Омане.

## Юг Тихого океана

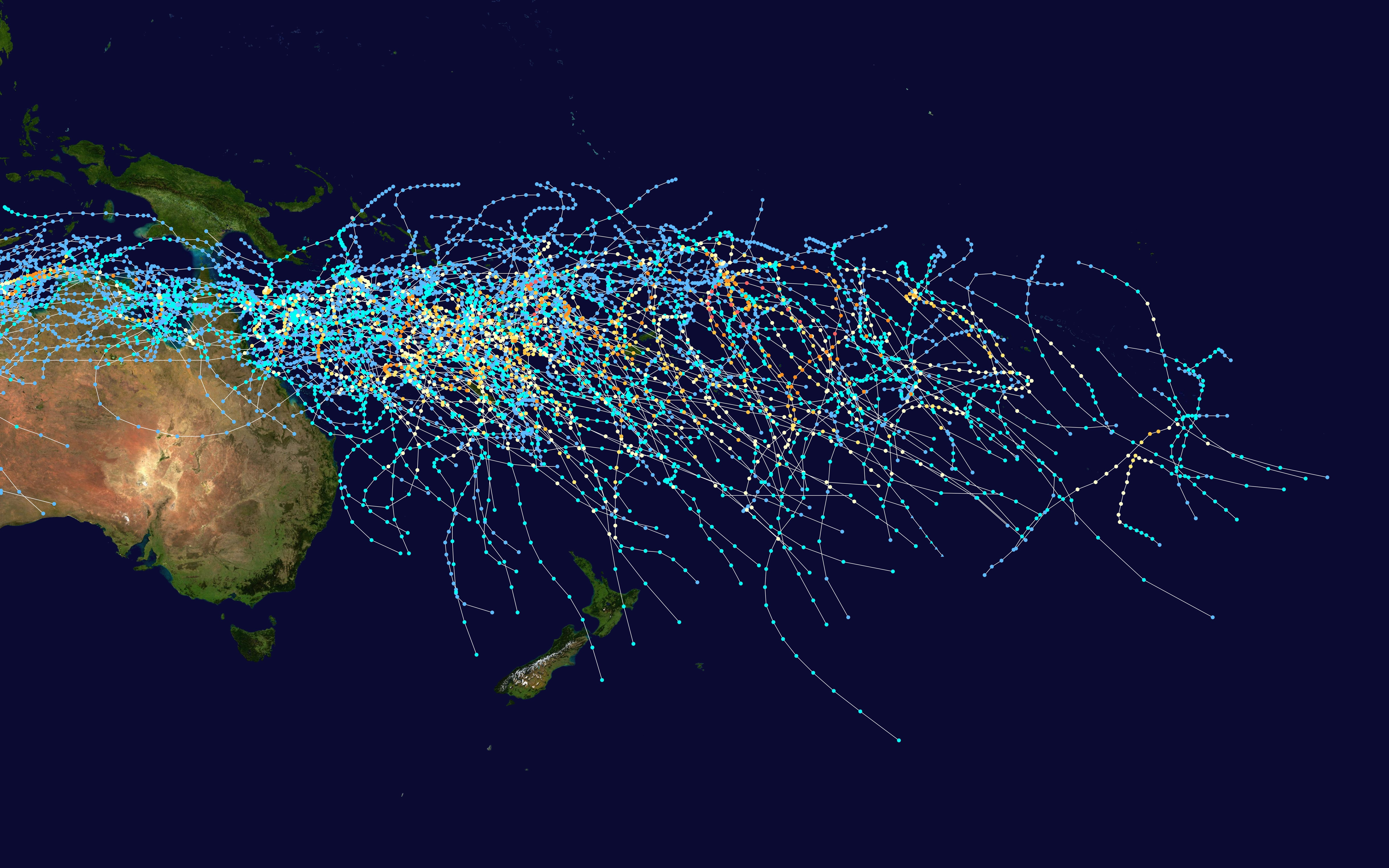
Пути всех тропических циклонов региона за период 1980—2005 годов

В этом бассейне ежегодно образуется в среднем 9 тропических циклонов. Очень немногие из этих циклонов достигали 5 категории, одним из примеров был циклон Ларри в 2006 году.
Активность тропических циклонов этого района грозит северному побережью Австралии и островам Океании. Тропические штормы редко достигают южных районов Австралии, таких как Брисбен, или Новой Зеландии, обычно только полностью или частично превратившись во внетропический циклон.

## Юго-восток Индийского океана

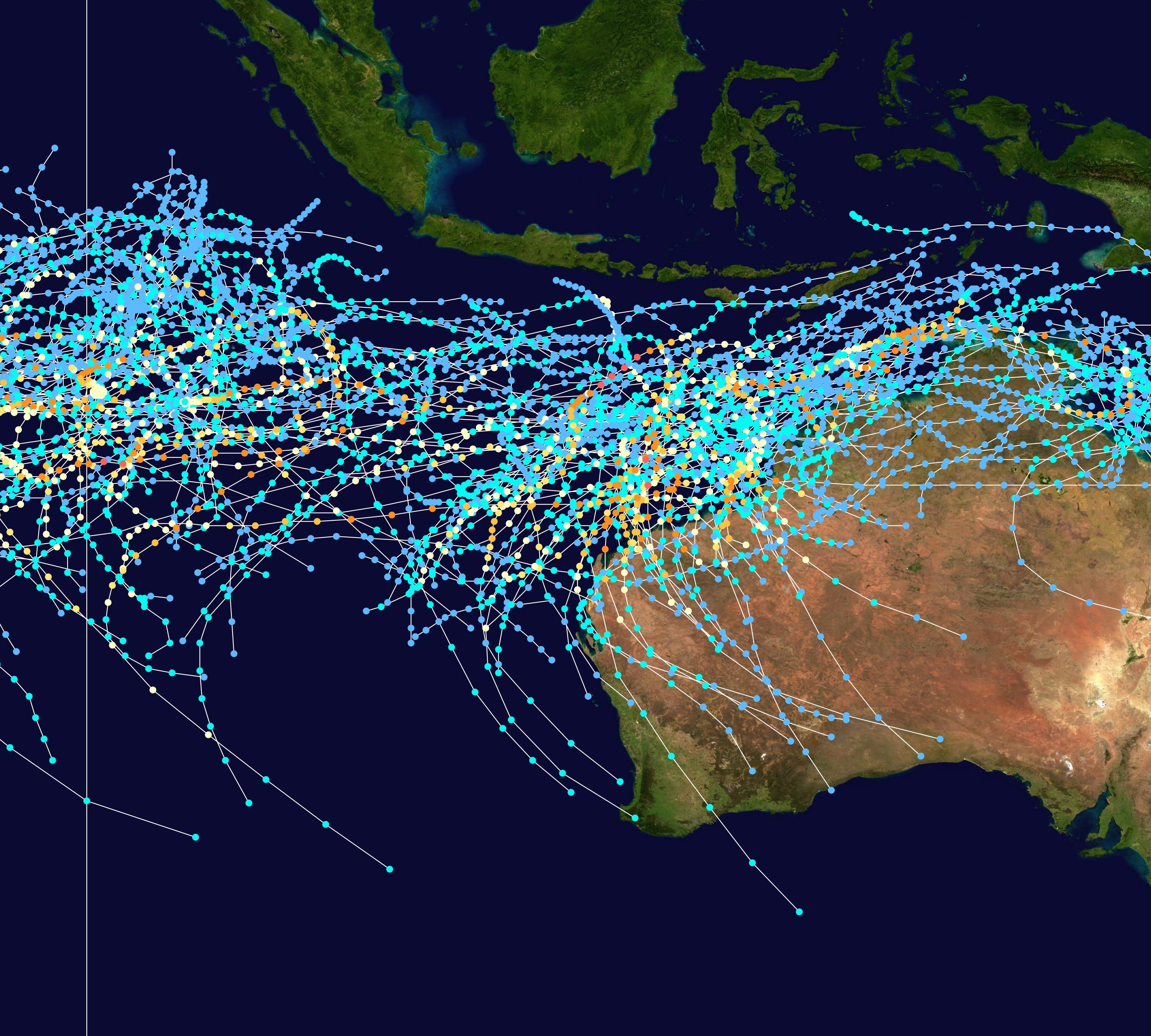
Пути всех тропических циклонов региона за период 1980—2005 годов

В этом бассейне ежегодно возникает семь тропических циклонов, также иногда сюда заходят тропические циклоны из других бассейнов, в частности с Южнотихоокеанского Только около 5 циклонов достигают каждый год пятой категории.
Тропическая активность этого бассейна грозит Австралии и Индонезии. Согласно данным австралийского Бюро метеорологии, чаще страдает участок штата Западная Австралия от города Эксмаус до города Брум.
В этом районе в 1999 году в границах циклона Вэнс была зарегистрирована наибольшая скорость ветра на Земле в 74 м / с.

## Юго-запад Индийского океана

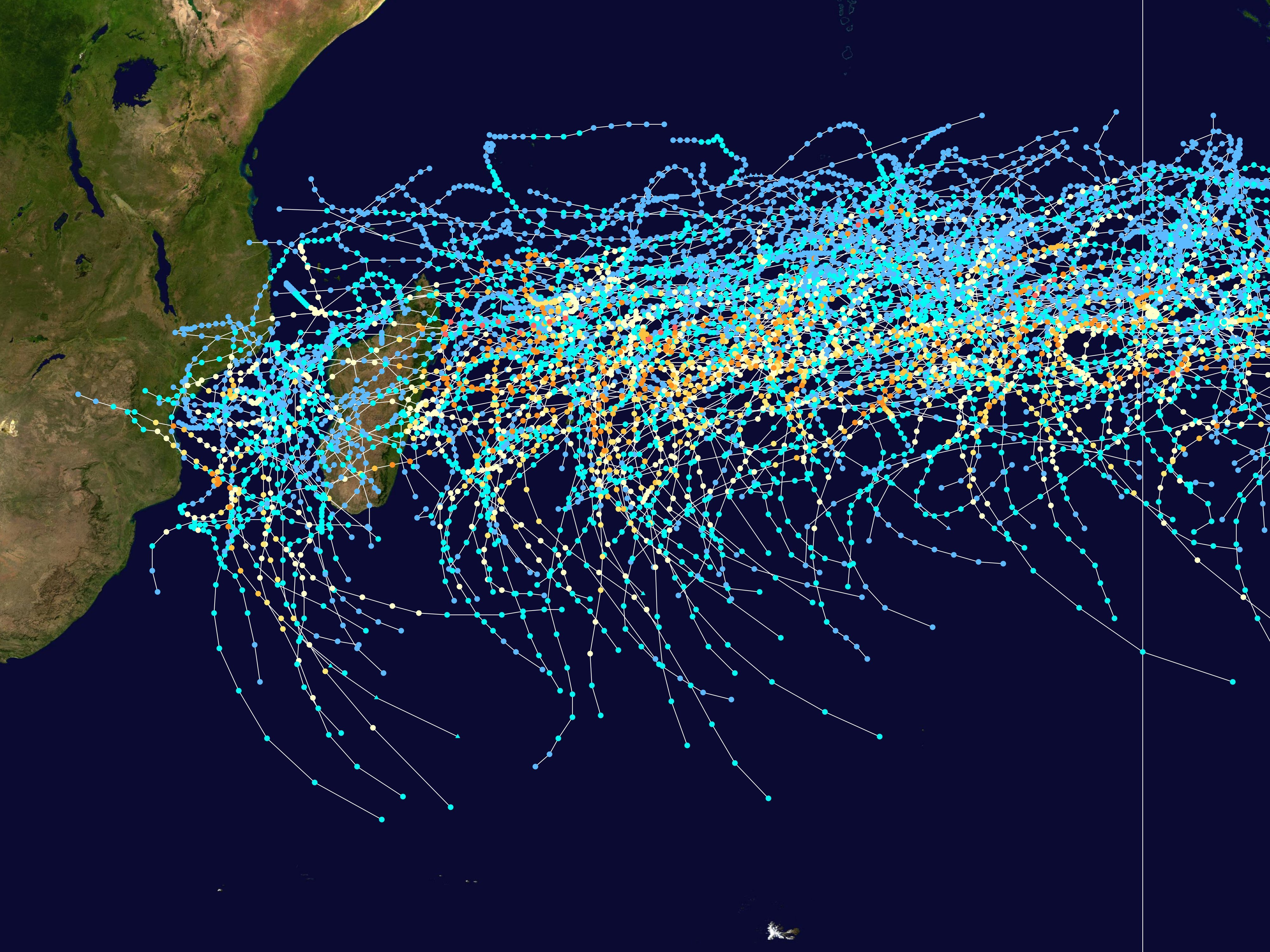
Пути всех тропических циклонов бассейна за период 1980—2005 годов

Несмотря на полвека наблюдений, исследование тропических циклонов стало приоритетом регионального специализированного метеорологического центра на Реюньоне только начиная с 1999 года, когда Метео-Франс увеличила персонал центра для этой цели.
Циклоны, формирующиеся в этом бассейне, могут поражать Мадагаскар, Мозамбик, Маврикий, Реюньон, Коморские острова, Танзанию и Кению. В этом бассейне ежегодно формируется около 10 тропических циклонов. Жертвы от тропических циклонов здесь очень значительные, в среднем ежегодно от них погибает до 80 человек.

## Другие районы
В других районах тропические циклоны формируются очень редко, поэтому они не входят ни в один официально определённый бассейн.

### Юг Атлантического океана
Одним из районов, где иногда возникают тропические циклоны, является южная часть Атлантического океана. Единственными тропическими циклонами штормовой силы в этом районе были циклон Катарина, вышедший на сушу в Бразилии в 2004 году, и тропический шторм Анита, вышедший на сушу в Бразилии в 2010 году.

### Средиземное море
Иногда циклоны, подобные тропическим, возникают в Средиземном море. Однако, следует ли их считать тропическими циклонами, является предметом споров, поскольку они также имеют черты субтропических циклонов и даже полярных депрессий. Эти циклоны возникают вне тропиков над открытым морем из циклонов с холодным ядром, подобно субтропическим циклонам Атлантического бассейна. Температура воды в августе-сентябре здесь достаточно высока (от +24 до +28 °C) для поддержания тропического циклона, который требует за вычетом температуры в +20 °C. Подобные конвекционные системы возникали здесь в сентябре 1947 года, сентябре 1969 года, январе 1982 года, сентябре 1983 года и январе 1995 года. Последний циклон развил четкий глаз бури и достиг скорости ветров в 40 м / с и атмосферного давления в 975 мбар. Хотя он имел структуру тропического циклона, он существовал при температуре поверхности в 16 °C, что указывает на то, что он мог быть полярной депрессией.